# Wonder Lake (Alaska)
Der Wonder Lake ist ein schmaler, in Nord-Süd-Richtung verlaufender See im Denali-Nationalpark und im Denali Borough in Alaska mit einer Fläche von 2,63 km². Die nächstgelegene Ortschaft ist Kantishna 4,8 km nordwestlich des Sees, am Endpunkt der Straße.
Er liegt an der Nationalparkstraße zwischen den Kantishna Hills im Norden und der Alaskakette im Südosten, rund 43 km nördlich des Denali. Das Eielson Visitor Center liegt 30 km östlich.
Südlich des Sees liegt der Wonder Lake Campground, im Nordosten die Wonder Lake Ranger Station. Am Ostufer befindet sich ein Aussichtspunkt auf den Denali, der vom Shuttlebus angefahren wird.